# 23689 Jancuypers
23689 Jancuypers este o planetă minoră (asteroid), cu un diametru de 5,709 km, din centura de asteroizi. A fost descoperită pe 3 mai 1997 la Observatorul La Silla de Eric Walter Elst. 
Obiectul prezintă o orbită caracterizată de o semiaxă mare de 2,599449 UAi, o excentricitate de 0,17, o înclinație de 9,09209 ° în raport cu ecliptica.